# Tatort: Arme Püppi
Arme Püppi ist ein Fernsehfilm aus der Kriminalreihe Tatort der ARD und des ORF. Der Film wurde vom Norddeutschen Rundfunk unter der Regie von Helmut Förnbacher produziert und am 10. Mai 1998 erstmals ausgestrahlt. Es handelt sich um die 386. Tatort-Folge. Für den Kriminalhauptkommissar Paul Stoever (Manfred Krug) ist es der 33. Fall. Für seinen Kollegen Peter Brockmöller (Charles Brauer) ist es der 30. Fall, in dem er ermittelt.

## Handlung
Aus einer Hamburger Klinik wird das nur wenige Tage alte Baby der Asylbewerberfamilie Moelders entführt. Die Täter wissen allerdings nicht, dass das Kind herzkrank ist und ohne medizinische Betreuung in Lebensgefahr schwebt. Kurze Zeit später wird der Leichnam des Säuglings in der Elbe gefunden. Die Kommissare Stoever und Brockmöller sind zufällig als Erste am Fundort und beginnen sofort ihre Ermittlungen. Erste Befragungen der Familie Moelders und des Klinikpersonals bringen keine konkreten Hinweise auf die Entführer. Auch ist das Motiv unklar, denn die Eltern sind Sozialhilfeempfänger und ohne jegliches Vermögen. Der Oberstaatsanwalt informiert in einer Pressekonferenz die Ermittler darüber, dass in der letzten Zeit in Norddeutschland über ein Dutzend Kinder unter vier Jahren verschwunden sind und somit von einer organisierten Kriminalität ausgegangen werden muss. Dementsprechend wird unter Leitung des Kriminaloberrats eine Soko „Kinderraub“ eingerichtet. Die Polizei geht davon aus, dass die Kinder für illegale Adoptionen ins Ausland gebracht werden.
Bei den Moelders meldet sich ein Ludger Hansen, der vorgibt für die Organisation „Minar“ zu arbeiten. Er gibt ihnen Geld, damit sie die Beerdigung ihrer Tochter finanzieren können. Stoever kommt gerade dazu und lässt daraufhin von Brockmöller diese Organisation überprüfen.
Unerwartet meldet sich bei der Polizei ein Kindermädchen, das eines der Kinder erkannt hat, nachdem Fotos in den Zeitungen veröffentlicht wurden. Stoever sucht daraufhin Familie Böhlefeld auf um sie zu befragen. Frau Böhlefeld gibt an, dass ihnen das Kind anvertraut worden wäre. Ihre Christine sei ein Findelkind und demnächst hatten sie vor, das Mädchen offiziell zu adoptieren. Jemand hätte das Kind ihnen an die Haustür gelegt. Der Ehemann gibt schließlich zu, dass er von einer Organisation brieflich kontaktiert wurde. Eine Woche später wurde ihm ein Katalog mit Kinderbildern zugestellt mit dem Hinweis, dass dies alles Waisenkinder wären. Daraufhin haben sie sich Christina ausgesucht und der Organisation dafür 50.000 Dollar gezahlt. Stoever vermutet daraufhin, dass die Kinder auf Bestellung entführt werden.
Neben der Polizei versucht auch der 13-jährige Valerij Moelders auf eigene Faust herauszufinden, wer seine kleine Schwester entführt haben könnte. Dabei wird er Zeuge, wie das Entführerpärchen sich heimlich neue Opfer ausspäht und kann ihrem Auto folgen. In einem Versteck halten sie bereits mehrere Kinder gefangen, die sie zum Teil mit Medikamenten ruhig stellen. Er will die Polizei informieren, trifft aber vor dem Gebäude auf Hartwig, der sich bei seinen Eltern als Ludger Hansen ausgegeben hatte und der den Jungen nun in seine Gewalt bringt und in dem Lagerhaus ankettet.
Stoever gelingt es herauszufinden, welches Kind als Nächstes entführt werden soll. Mit großem Polizeieinsatz wird der Spielplatz überwacht, auf dem das Kind täglich spielt. Erwartungsgemäß treffen die Entführer dort ein und in einem günstigen Moment erfolgt der polizeiliche Zugriff. Dabei wird der Mann erschossen und die Frau festgenommen. Brockmöller ist derweil auf dem Weg zur Organisation „Minar“ um sich noch einmal mit Ludger Hansen zu unterhalten. Dort muss er feststellen, dass sich beim letzten Besuch der Mitarbeiter Hartwig für Hansen ausgegeben hatte und so an Daten von adoptionswilligen Personen gelangen konnte. Dieser merkt, dass ihm die Polizei auf den Fersen ist und flüchtet.
Die festgenommene Entführerin ist nach längerer Vernehmung geständig. Sie gibt das Versteck der Kinder und der anderen Bandenmitgliedern preis. So gelingt es, die restlichen Kinderhändler und auch den falschen Ludger Hansen festzunehmen. Alle entführten Kleinkinder können befreit werden und Stoever ist überrascht und erfreut auch Valerij Moelders unversehrt vorzufinden.

## Hintergrund
Helmut Förnbacher, Manfred Krug und Thorsten Näter erarbeiteten für diese Folge gemeinsam das Drehbuch.
Gerhard Delling  hat in dieser Episode einen Gastauftritt als Journalist.
Der Musikalische Beitrag des Freizeitmusikerduos Stoever-Brockmöller ist in dieser Folge Sentimental Journey.

## Rezeption

### Einschaltquoten
Bei seiner Erstausstrahlung am 10. Mai 1998 hatte Arme Püppi 7,09 Millionen Zuschauer, was einem Marktanteil von 27,0 Prozent entspricht.

### Kritik
Die Kritiker der Fernsehzeitschrift TV Spielfilm urteilen: „Ambitionierter Ansatz, zerfaserter Einsatz.“